# Hermann Fulda
Johann Julius Christian Hermann Fulda (ur. 14 maja 1800 w Schochwitz koło Halle, zm. 24 lutego 1883 w Dammendorf) – luterański teolog oraz pastor w Dammendorf w latach 1827–1880.

## Biografia
Był synem bogobojnego wikariusza Christiana Fuldy (1768–1854). Edukację rozpoczął w łacińskiej szkole w Halle, następnie w latach 1819–1823 studiował na miejscowym Uniwersytecie Teologicznym. Do roku 1827 gdy został wyświęcony, wykładał w szkole publicznej przy miejscowym sierocińcu. Od roku 1827 do 1880 był pastorem w Dammendorf.

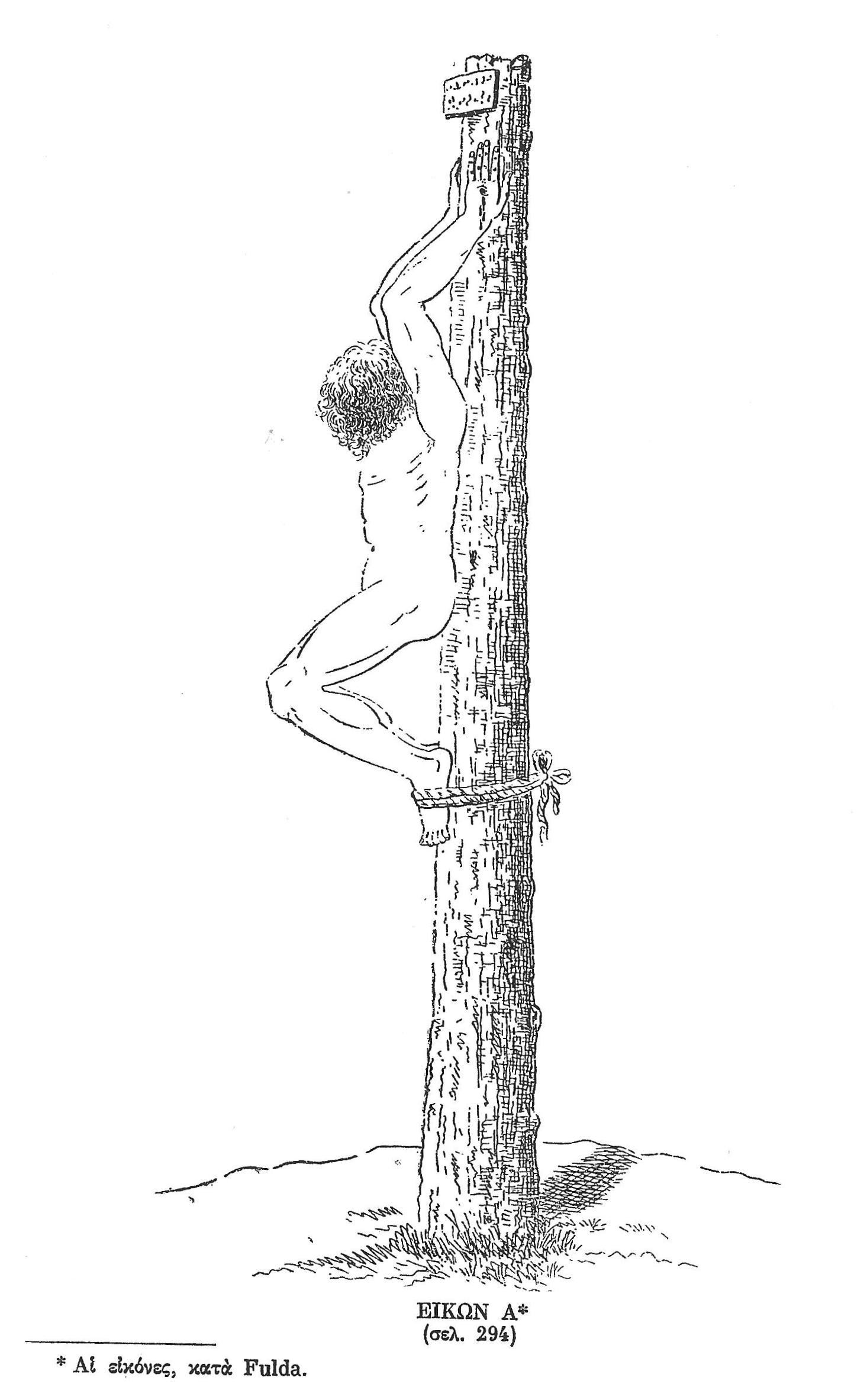
Przedstawienie greckiego terminu σταυρός z książki Hermanna Fuldy „Das Kreuz und die Kreuzigung” 1878, s. 106, 107

Jako teolog reprezentował oryginalne przekonania, kwestionując powszechnie przyjęte poglądy. W 1878 roku na podstawie swoich badań w książce Das Kreuz und die Kreuzigung („Krzyż i ukrzyżowanie”) wyraził pogląd, że Jezus nie został stracony na krzyżu, lecz na prostym palu egzekucyjnym bez poprzeczki.
Zmarł w Dammendorf 24 lutego 1883.

## Wybrane dzieła
- Griechische lieder übersetzt aus deutsche Originalen, ein heitres Vocabel-Buch zur Einübung der gangbarsten Wörter und Formen für Anfänger im Griechischen; nebst einem etymologischen Wörterbuche, Halle 1867.
- Das Kreuz und die Kreuzigung. Eine antiquarische Untersuchung nebst Nachweis der vielen seit Lipsius verbreiteten Irrthümer. Zugleich vier Excurse über verwandte Gegenstände, Wrocław 1878.
- Der Glaube an die Einheit Gottes, seine Entwicklung aus heidnischen und politischen Elementen und seine Läuterungsstufen. Ein culturhistorischer Versuch und ohne Rücksicht auf dogmatische Satzungen, Hagen i. W. / Lipsk 1882.